# South-West Oxford
South-West Oxford to gmina (ang. township) w Kanadzie, w prowincji Ontario, w hrabstwie Oxford.
Powierzchnia South-West Oxford to 370,61 km².
Według danych spisu powszechnego z roku 2001 South-West Oxford liczy 7782 mieszkańców (21,00 os./km²).